# كروم في 8
كروم في 8 (بالإنجليزية: V8)‏ هو محرك جافا سكريبت مفتوح المصدر طوِّر من قبل جوجل في 2008 لاستخدامه في متصفحها جوجل كروم.

## وظيفته
وظيفته باختصار هي تحويل كود جافا سكربت إلى لغة الآلة بدلاً من أن تكون لغة مفسرة من قِبَل المتصفح.

## إستخدامه
يمكن استخدام V8 كمترجم للغة جافا سكربت داخل المتصفح أو كمحرك جافا سكربت قائم بذاته، ومن أشهر الأمثلة التي استخدمت هذا المحرك هو مشروع نود.جي إس.

## اقرأ أيضاً
- جافا سكربت
- نود.جي إس
- متصفح كروم

## وصلات خارجية
- الموقع الرسمي
- في 8 على موقع Open Hub (الإنجليزية)
- في 8 على موقع Free Software Directory (الإنجليزية)